# Maria José de Lancastre
Maria José de Lancastre de Melo Sampaio (Lisbona, 17 aprile 1946) è una critica letteraria, traduttrice e curatrice editoriale portoghese.

## Biografia

### Origini
Figlia di un alto funzionario coloniale e di una nobildonna, Maria José de Lancastre è cresciuta nel quartiere São Mamede a Lisbona durante il regime di Salazar. In un'intervista apparsa sul quotidiano italiano la Repubblica, ha descritto la sua terra d'origine, e in particolare la sua città natale, dove ha vissuto fino all'età di 20 anni, come segue: "C'è sempre un momento in cui si dice: ora vado via. E certi paesi agevolano la scelta, perché irreali, opprimenti, remoti, chiusi. Così fu il mio Portogallo, la mia Lisbona".

### Formazione e ricerca
Ha studiato filologia romanza alla Faculdade de Letras dell'Universidade Classica di Lisbona. Nel 1967 si è trasferita in Italia e ha conseguito la laurea all'Università di Pisa, dove intraprenderà poi la carriera accademica. Divenuta docente ordinario, ha ricoperto la cattedra di letteratura portoghese.
Dal 1977 al 1989 è stata condirettrice della rivista Quaderni portoghesi fondata da Luciana Stegagno Picchio.
Rispetto alla ricerca e alle attività editoriali ha rivolto l'attenzione alla letteratura portoghese del Cinquecento e Novecento. Ha pubblicato, fra l'altro, un'edizione critica del dramma O Auto das Padeiras (in italiano Il dramma delle panettiere) di scuola vicentina e, dall'altra parte, si è dedicata, col marito Antonio Tabucchi, agli scrittori del modernismo portoghese (Fernando Pessoa, Mário de Sá-Carneiro e Camilo Pessanha). Insieme a Tabucchi, Lancastre ha tradotto una parte significativa dell'opera di Fernando Pessoa e dei suoi eteronimi in italiano.

## Vita privata
Maria José de Lancastre e Antonio Tabucchi si sono conosciuti in Portogallo nel 1965 e si sono sposati il 10 gennaio 1970. Hanno due figli: Michele (nato nel 1970) e Teresa Marina (nata nel 1973).

## Pubblicazioni
- Quaderni portoghesi. Pisa : Giardini, 1977-1989. [Rivista].[5]
- Una sola moltitudine. Milano : Adelphi, 1979-1984.[6]
- Fernando Pessoa, uma fotobiografia. Lisbona: Imprensa Nacional-Casa da Moeda, Centro de Estudos Pessoanos, 1981.[7]
- Camilo Pessanha, 1867-1926. Cartas a Alberto Osório de Castro, João Baptista de Castro e Ana de Castro Osório . Lisbona: Imprensa Nacional-Casa da Moeda, 1984. [Dalla collana Biblioteca de autores portugueses].[8]

- Meu amigo de alma. Palermo : Sellerio, 1984. [Dalla serie La Civiltà perfezionata ].[9]
- Il libro dell'inquietudine di Bernardo Soares [eteronimo di Fernando Pessoa]. Milano: Feltrinelli, 1987. [Titolo originale: Livro do desassossego por Bernardo Soares].[10]
- The book of disquiet. Londra / New York City : Serpent's Tail, 1991. [Prima traduzione inglese del romanzo di Fernando Pessoa Livro do desassossego por Bernardo Soares ].[11]
- Fernando Pessoa. Fausto. Torino : Einaudi, 1991.
- O eu eo outro: para uma análise psicanalítica da obra de Mário de Sá-Carneiro. Lisbona : Quetzal Editores, 1992.[12]
- Poesie di Álvaro de Campos [eteronimo di Fernando Pessoa]. Milano : Adelphi, 1993.[13]
- E vós, tágides minhas : miscellanea in onore di Luciana Stegagno Picchio. Viareggio ( Lucca ): M. Baroni, 1999. [Dalla serie Lume a petrolio].[14]
- Con un sogno nel bagaglio: un viaggio di Pirandello in Portogallo. Palermo: Sellerio, 2006. [Dalla serie La nuova diagonale, 60].